# El cuento de los dos malvados ratones
El cuento de los dos malvados ratones (título original en inglés: The Tale of Two Bad Mice) es un libro infantil escrito e ilustrado por Beatrix Potter y publicado por Frederick Warne & Co. en septiembre de 1904. Potter se inspiró para la historia en dos ratones atrapados en una jaula-trampa en la casa de su prima y en una casa de muñecas construida por su editor y amigo Norman Warne como regalo de Navidad para su sobrina Winifred. Mientras se desarrollaba la historia, Potter y Warne se enamoraron y se comprometieron, para disgusto de los padres de Potter, que estaban preparando a su hija para que fuera residente permanente y ama de llaves en su casa de Londres.
La historia trata sobre dos ratones que destrozan una casa de muñecas. Después de encontrar la comida en la mesa del comedor hecha de yeso, rompen los platos, tiran la ropa de la muñeca por la ventana, rompen el almohadón y se llevan una serie de artículos a su ratonera. Cuando la niña propietaria de la casa de muñecas descubre la destrucción, coloca un muñeco policía fuera de la puerta principal para protegerse de cualquier depredación futura. Los dos ratones pagan su juerga criminal poniendo seis monedas torcidas en los calcetines de las muñecas en Nochebuena y barriendo la casa todas las mañanas con un recogedor y una escoba.
Los temas de rebelión, insurrección e individualismo del cuento reflejan no solo el deseo de Potter de liberarse de sus padres dominantes y construir una casa propia, sino también sus temores sobre la independencia y sus frustraciones con la vida doméstica victoriana.

## Argumento
Érase una vez una casa de muñecas muy hermosa; era de ladrillo rojo con ventanas blancas, y tenía cortinas de muselina de verdad y una puerta de entrada y una chimenea.
Pertenecía a dos muñecas llamadas Lucinda y Jane (Juanita); al menos le pertenecía a Lucinda, pero ella nunca pedía comidas. Jane era la cocinera; pero nunca cocinó, porque la cena la habían comprado lista, en una caja llena de serrín.
Había dos langostas, un jamón, un pescado, un pastel y algunas peras y naranjas. Estos manjares estaban pegados al plato, pero eran muy apetitosos para la vista.
Una mañana Lucinda y Jane habían salido a dar un paseo en el cochecito de la muñeca. No había nadie en la guardería y estaba muy tranquila. En ese momento se oyó un ruido de rasguños y forcejeos en un rincón cerca de la chimenea, donde había un agujero debajo del rodapié.
Tom Pulgar sacó la cabeza por un momento y luego volvió a meterla. Tom Pulgar era un ratón.
Un minuto después, Hunca Munca, su mujer, asomó también la cabeza; y cuando vio que no había nadie se aventuró a salir sobre el hule debajo de la caja de carbón.
La casa de muñecas estaba al otro lado de la chimenea. Tom Pulgar y Hunca Munca cruzaron con cautela la alfombra de la chimenea. Empujaron la puerta principal pero no fue rápido.
Tom y Hunca subieron y se asomaron al comedor. ¡Y cuando vieron lo que había, entonces chillaron de alegría! ¡Qué deliciosa cena estaba puesta sobre la mesa! Había cucharas de hojalata, cuchillos y tenedores de plomo y dos sillas con ruedas, ¡todo tan conveniente!

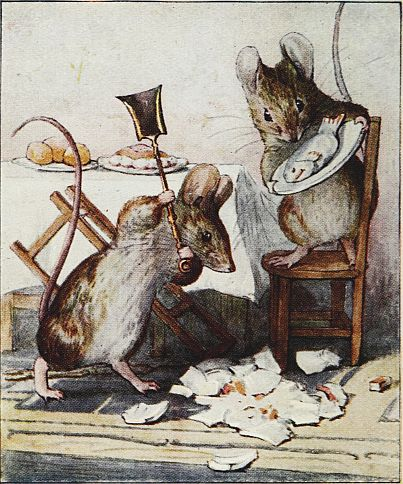
Tom Pulgar destroza el jamón tras no poder cortarlo.

Tom Pulgar se puso a trabajar de inmediato para cortar el jamón. Era de un hermoso amarillo brillante, con vetas rojas. El cuchillo se dobló y lo lastimó; se metió el dedo en la boca. Tom pidió a Hunca que lo cortase.
Hunca Munca se levantó de su silla y cortó el jamón con otro cuchillo de plomo.
-¡Este jamón es tan duro como el jamón que vende el quesero!- dijo Hunca Munca.
El jamón se desprendió del plato de un tirón y fue a parar abajo de la mesa.
-¡Ya deja en paz el jamón!- dijo Tom Pulgar-. ¡Dame un poco de pescado, Hunca Munca!
Hunca Munca trató por todos los medios de separar el pescado del plato, pero no había manera. El pescado estaba pegado al plato.
Entonces Tom Pulgar perdió la paciencia. Puso el jamón en medio del piso, y lo golpeó con las tenazas y con la pala que había en la chimenea: ¡CATAPLÁS, CATAPLÁS, CATAPLÍS! El jamón se hizo añicos, porque debajo de la pintura brillante estaba hecho de nada más que yeso.
Luego la rabia y la decepción de Tom Pulgar y Hunca Munca no tenían fin, que tras destrozar el jamón, los ratones se arreglaron con despedazar el pastel, las langostas, las peras y las naranjas. Como el pescado no se salía del plato, lo pusieron en el fuego de papel arrugado al rojo vivo en la cocina; pero tampoco se quemaría, porque era fuego falso.
Tom Pulgar subió por la chimenea de la cocina y miró hacia arriba: no había hollín.
Mientras Tom subía por la chimenea, Hunca Munca se llevó otro chasco. Encontró algunas latas diminutas sobre la alacena, etiquetados con arroz, tapioca y pasas, pero cuando los volteó, no había nada adentro excepto cuentas de colores rojo y azul.
Luego esos ratones se pusieron a trabajar para hacer todas las travesuras que pudieron, ¡especialmente Tom Pulgar! Se puso a inspeccionar la ropa de Jane en la cómoda de su dormitorio y tiró toda la ropa por la ventana.
Pero Hunca Munca tenía una mente frugal. Después de sacar la mitad de las plumas del almohadón de Lucinda, recordó que ella misma necesitaba un colchón para hacerse una cama.

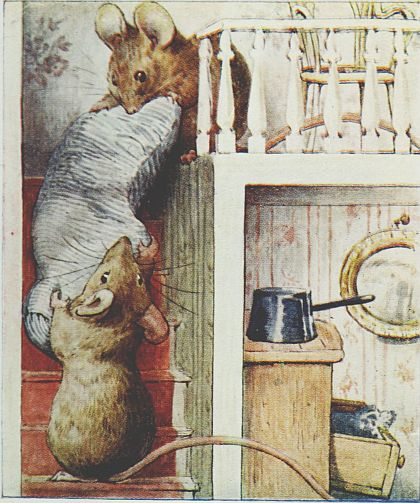
Tom y Hunca trasladan el almohadón por la escalera hacia su agujero.

Con la ayuda de Tom Pulgar, bajó el almohadón y cruzó la alfombra de la chimenea. Fue difícil meter el almohadón dentro del agujero; pero de alguna manera lo consiguieron.
Hunca Munca volvió y fue a buscar una silla, una estantería de libros, una jaula para pájaros y varios cachivaches. Pero luego se dio cuenta de que la estantería y la jaula no cabían en el agujero. Hunca los escondió detrás de la carbonera, y fue a buscar una cuna.
Regresaba Hunca Munca con otra silla, cuando de pronto se oyó un ruido de charlas afuera en la habitación. Los ratones corrieron de vuelta a su madriguera y las muñecas entraron en la guardería.
¡Qué vista se encontró con los ojos de Jane y Lucinda! Lucinda se sentó sobre la estufa volcada de la cocina y se quedó mirando; y Jane se apoyó en el aparador de la cocina y sonrió, pero ninguna de los dos hizo ningún comentario.
La estantería y la jaula fueron recuperadas de debajo de la caja de carbón, pero Hunca Munca se quedó con la cuna y algunas de las ropas de Lucinda. Ella también tiene algunas ollas y sartenes útiles, y varias cosas más.
La niña a la que pertenecía la casa de muñecas puso un policía de trapo para que nadie pueda pasar. Pero, en cambio, la niñera dijo que iba a poner una ratonera.
Y esa es la historia de los dos malvados ratones, pero no eran tan traviesos después de todo, porque Tom Pulgar pagó por todos los destrozos que ha causado. Encontró seis monedas torcidas debajo de la alfombra de la chimenea; y en Nochebuena, él y Hunca Munca lo metieron en una de las medias de Lucinda y Jane.
Y muy temprano todas las mañanas, antes de que nadie se despierte, Hunca Munca viene a barrer y limpiar la casa de las muñecas.